# Montusclat
Montusclat település Franciaországban, Haute-Loire megyében. Lakosainak száma 123 fő (2022. január 1.). Montusclat Champclause, Saint-Front és Saint-Julien-Chapteuil községekkel határos.

## Népesség
A település népességének változása:
| Lakosok száma | 170  | 127  | 120  | 125  | 138  | 143  | 138  | 128  | 126  | 123  |
|               | 1968 | 1982 | 1990 | 2006 | 2013 | 2015 | 2017 | 2019 | 2020 | 2022 |